# Ministère de la Défense (Israël)
Pour les articles homonymes, voir Ministère de la Défense.
Le ministère de la Défense (hébreu : משרד הביטחון (Misrad HaBitahon) acronyme : hébreu : משהב"ט) du gouvernement d'Israël, est le département gouvernemental chargé de défendre l'État d'Israël contre les menaces militaires internes et externes. Son chef politique est le ministre de la Défense d'Israël et ses bureaux sont situés à Tel Aviv.
Le ministère de la Défense supervise la plupart des forces de sécurité israéliennes, notamment les forces de défense israéliennes, les industries militaires israéliennes et les industries aérospatiales israéliennes.
Le ministère est créé à la fin du mandat britannique sur la Palestine, lorsque l’armée britannique quitta la Palestine et lors de la création de l’État d’Israël. Cela mit fin aux unités de milice hétéroclites sous la domination britannique et ouvrit la voie à la défense formelle de l’État juif.

## Structure

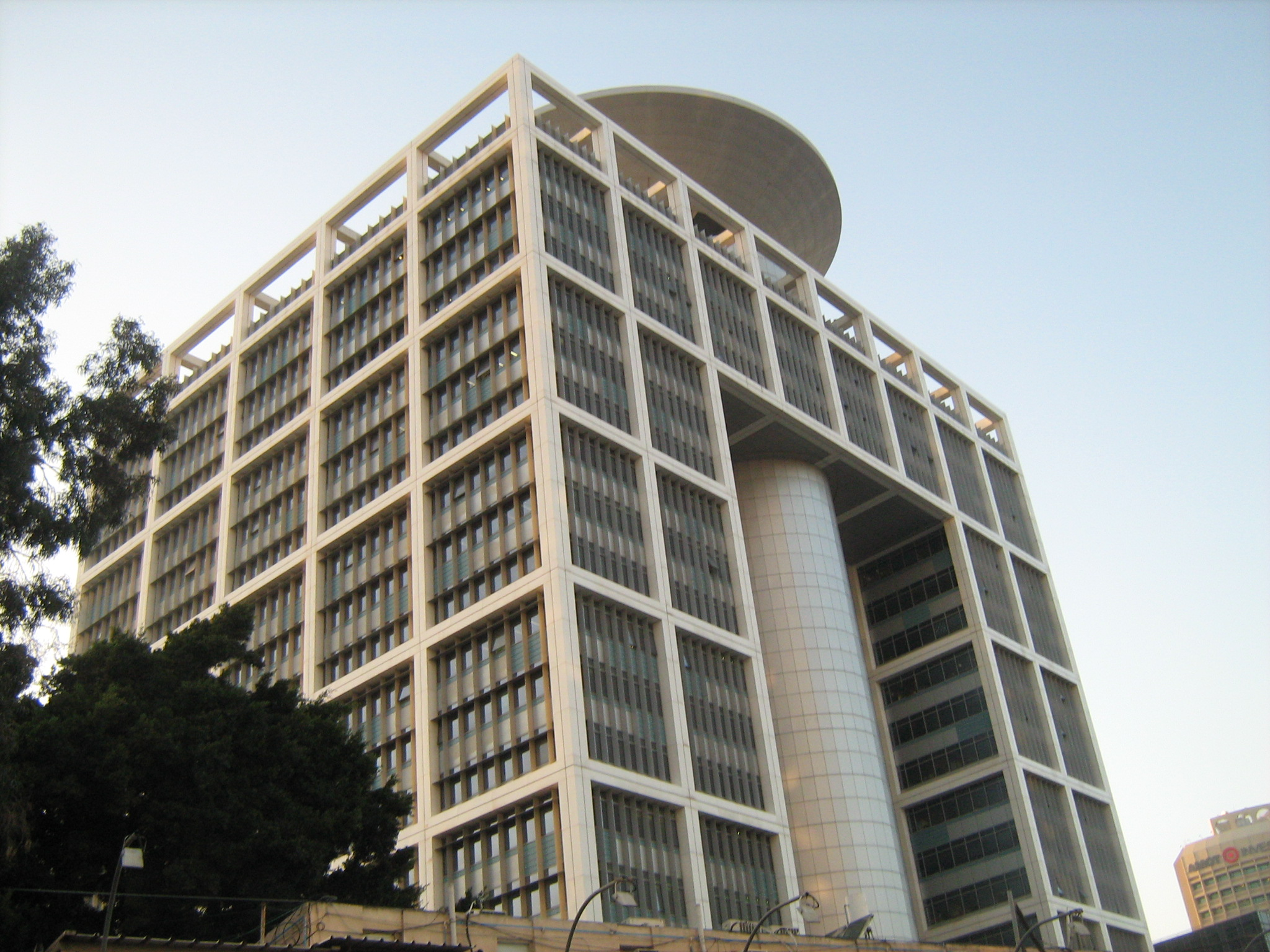
Bâtiment du ministère de la Défense, HaKirya, Tel Aviv.

- Ministère de la Défense du Front intérieur, dirigé par le vice-ministre de la Défense
- Autorité nationale israélienne d'urgence, Rahel
- Administration pour le développement des armes et des infrastructures technologiques, Maf'at
- Coordonnateur des activités gouvernementales dans les territoires, Matpash
- Directeur de la sécurité de l'établissement de défense, Malmab
- Unité de contrôleur des établissements de défense
- Branche politique de la défense, Abtam
- Direction de la coopération internationale en matière de défense, Sibat (hébreu : האגף לייצוא ביטחוני (סיבט))[2],[3]
- Informatique et Systèmes d'Information de Gestion, Malam – centre de Traitement des Données
- Direction des opérations logistiques et des propriétés, Emun
- Branche de Défense Sociale
- Département du contrôle des exportations de la Défense, Api
- Direction du programme de chars
- Direction des achats et de la production, Manhar
- Gestion des urgences, Melakh
- Médiateur des soldats, Nakhal
- Fonds et unité pour les soldats démobilisés
- Département des Familles et du Souvenir
- Division de réadaptation pour les personnes handicapées